# Poa akmanii
Poa akmanii là một loài thực vật có hoa trong họ Hòa thảo. Loài này được Soreng, P.Hein & H.Scholz miêu tả khoa học đầu tiên năm 1997.